# لو بارنچه‌آ
لو بارنچه‌آ (به اسپانیایی: Lo Barnechea) یک شهرستان در شیلی است که در استان سانتیاگو واقع شده‌است. لو بارنچه‌آ ۱٬۰۲۳٫۷ کیلومتر مربع مساحت و ۷۴٬۷۴۹ نفر جمعیت دارد.